# Paul von Martens
Paul Arvid Friedrich von Martens, född 16 juni 1930 i Helsingfors, död 21 juni 2017 i Esbo, var en finländsk radioman, präst och författare. Han var son till Arvid von Martens. 
Efter teologie kandidatexamen 1954 var von Martens studentpräst 1954–1961, adjunkt i Lukas församling i Helsingfors 1961–1965 och anställd som radio- och tv-sekreterare vid Församlingsförbundet 1966–1971. Då inledde han en ny bana som radioman och var 1971–1993 chef för de svenska radioprogrammen vid Finlands rundradio. Under hans tid gjordes dokumentärprogrammen till en tyngdpunkt i radioutbudet. 
Som författare etablerade sig Martens relativt sent med romaner som ur ett existentiellt perspektiv belyser samhälleliga frågeställningar. Ofta tog han sin utgångspunkt i en biblisk gestalt eller berättelse, som lyftes in i ett modernt sammanhang. Kritik mot nuets förytligade världsbild ger berättelserna en speciell laddning. Texten med skickligt fångade dialoger bärs av idéer snarare än av psykologisk porträttering. Ständigt återkommer han till kampen mellan ondska och godhet, inom och utom människan. Bland hans skönlitterära verk märks romanerna Glädjen (1979), Herdarnas natt (1981), Visa mig stjärnan (1985), Ömt älskade (1987) och thrillern Döden kom till rätta (1997). Nemesis eller lika för lika (2004) tar i romanens form upp en klassisk diskussion om Gud och vedergällning när katastrofer drabbar jordklotet. Teologen von Martens gör en djupdykning i treenighetsproblematiken i de språkligt lysande betraktelseböckerna Post illa (2000) och Trias (2002), som visar stor förtrogenhet med kristen mystik. Han blev teologie hedersdoktor 1998.